# Whitaker (Pensilvânia)
Whitaker é um distrito localizado no estado norte-americano da Pensilvânia, no Condado de Allegheny.

## Demografia
Segundo o censo norte-americano de 2000, a sua população era de 1338 habitantes.
Em 2006, foi estimada uma população de 1237, um decréscimo de 101 (-7.5%).

## Geografia
De acordo com o United States Census Bureau tem uma área de 0,9 km², dos quais 0,8 km² cobertos por terra e 0,1 km² cobertos por água.

## Localidades na vizinhança
O diagrama seguinte representa as localidades num raio de 4 km ao redor de Whitaker.